# Berberidopsis corallina
Classification APG II (2003)
Espèce
Berberidopsis corallina, la Plante corail, est une espèce de plantes à fleurs de la famille des Berberidopsidaceae. C'est un arbuste ornemental originaire du Chili.
Il se caractérise par ses fleurs rouges et est parfois appelé plante corail.

## Galerie

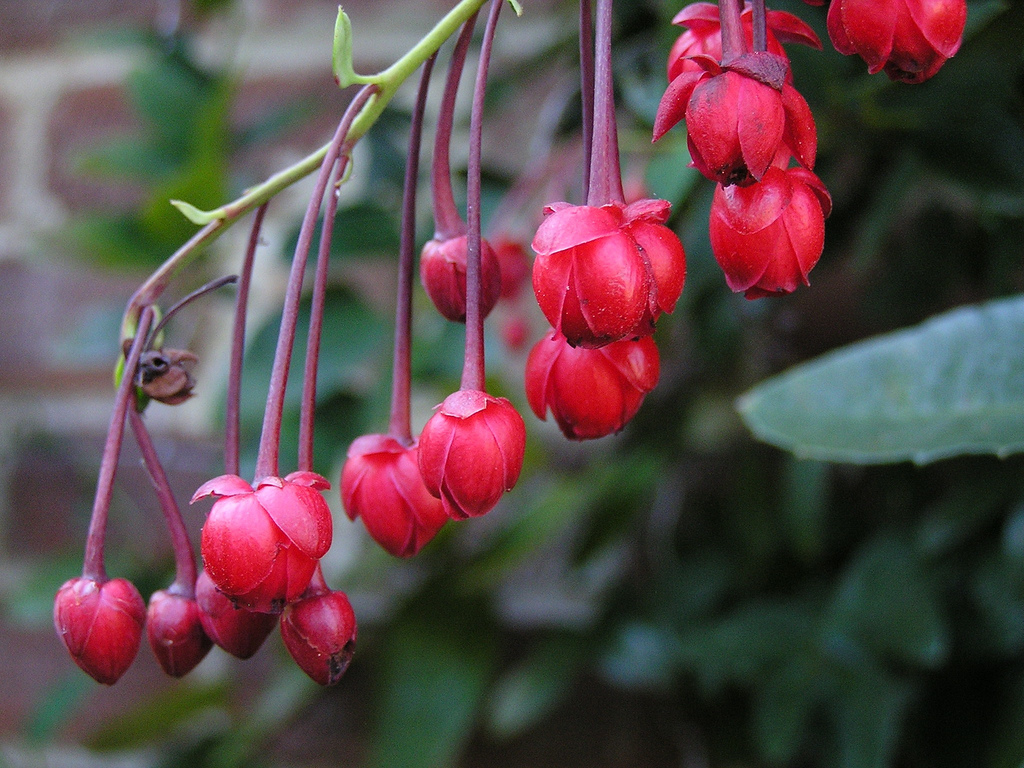
Berberidopsis corallina.